# Trybliographa erythrocera
Trybliographa erythrocera är en stekelart som först beskrevs av Thomson 1877.  Trybliographa erythrocera ingår i släktet Trybliographa, och familjen glattsteklar. Arten är reproducerande i Sverige.